# Togi Makabe
Shinya Makabe (真壁 伸也 Makabe Shin'ya?) (29 de septiembre de 1972), más conocido por su nombre en el ring Togi Makabe (真壁 刀義 Makabe Togi?), es un luchador profesional japonés conocido por su trabajo en New Japan Pro-Wrestling. Entre sus logros se destacan un reinado como Campeón Mundial IWGP, el G1 Clímax y un reinado como Campeón en Parejas 6-man NEVER de Peso Abierto.
Makabe debutó en 1997 en NJPW, donde comenzó luchando con su nombre real, siendo hasta 2002 miembro de la División Junior. Cambió su nombre de pila a "Togi" durante el Torneo G1 Clímax 2004. Su estatus en NJPW aumentó significativamente en 2007, cuando llegó a la final de la New Japan Cup y las semifinales del G1 Clímax, desafiando a Yuji Nagata por el Campeonato Mundial IWGP. Luego de intentar ganar la presea en diversas ocasiones, Makabe finalmente lo ganó el 3 de mayo de 2010, al derrotar a Shinsuke Nakamura.

## En lucha
- Movimientos finales
  - King Kong Knee Drop (Diving Knee Drop)
  - Lariat

- Movimientos de firma
  - Death Valley Driver
  - Fisherman Buster
  - Variaciones de Suplex:
    - Bridging Dragon
    - Bridging German
    - Northern Lights
    - Pendulum German superplex

  - Scoop powerslam
  - Spear
- Apodos
  - "Death Match King"
  - "News Japan Violent Cop"
  - "The Unchained Gorilla"
  - "The King Kong"
  - "Bousou King Kong"
- Temas de entrada
  - "Black Betty", por Ram Jam
  - "Inmigrant Song", por Tomnoyasu Hotei

## Campeonatos y logros
- Apache Pro-Wrestling

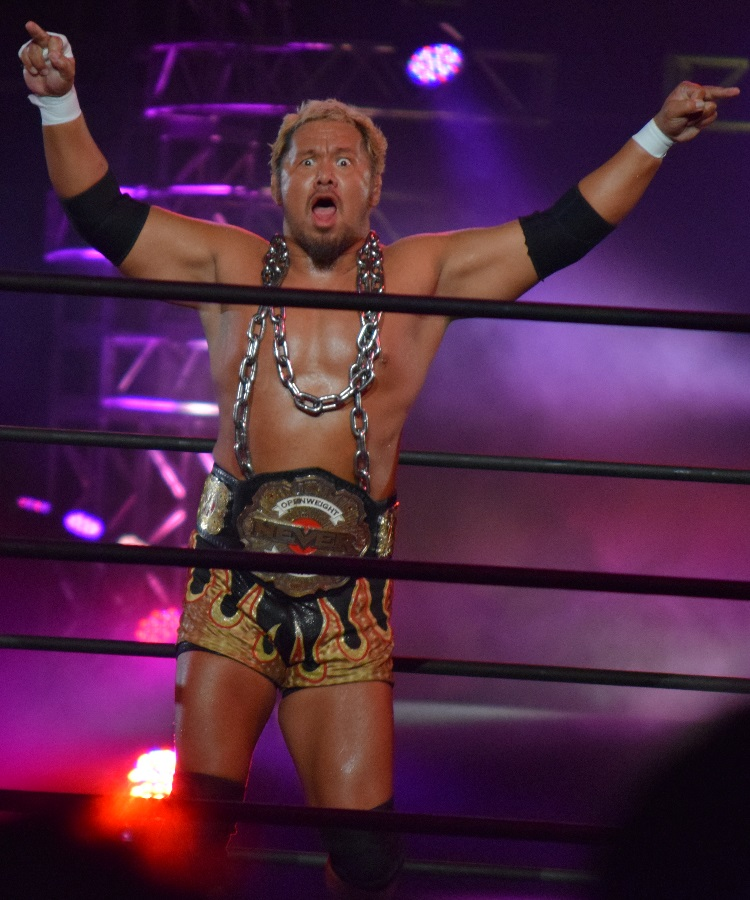
Makabe como Campeón de Peso Abierto NEVER.

  - WEW World Heavyweight Championship
- New Japan Pro-Wrestling
  - IWGP Heavyweight Championship (1 vez)
  - IWGP Tag Team Championship (2 veces) con Toru Yano (1) y Tomoaki Honma (1)
  - NEVER Openweight Championship (2 veces)
  - NEVER Openweight 6-Man Tag Team Championship (1 vez) - con Ryusuke Taguchi & Toru Yano (1)
  - Interim IWGP Tag Team Championship (1 vez) con Shiro Koshinaka
  - G1 Clímax (2009)
  - World Tag League (2015, 2016) con Tomoaki Honma
- Pro Wrestling Illustrated
  - Situado en el Nº54 en el PWI 500 en 2011
- Tokio Sports
  - Premio al Mejor Equipo del Año (2007) con Toru Yano
  - Premio al Espíritu Luchador (2009)